# Мино Райола
Кармине „Мино“ Райола (на италиански: Carmine "Mino" Raiola) е холандски футболен спортен агент от италиански произход. Бил е агент на редица прочути футболисти като Пол Погба, Ерлинг Холанд, Златан Ибрахимович, Марио Балотели, Хенрих Мхитарян, Блес Матюиди, Марко Верати, Джанлуиджи Донарума, Маркус Тюрам, Ървинг Лосано, Джъстин Клуйверт, Мойзес Кийн, Матайс Де Лихт и други. Живял е в Амстердам.

## Личен живот и смърт
Райола живее в Монако със своето семейство. Той е говорил седем езика: италиански, английски, немски, испански, френски, португалски и холандски.
През януари 2022 година Райола е хоспитализиран в болницата Сан Рафаеле-Чимена в Милано, където му е направена операция. Сътрудниците от неговата агенция опровергават съобщенията за това, че се намира в реанимация, и след десет дни е изписан. През април деловите партньори на Райола и лекуващия му лекар заявяват, че Райола „се бори“ за живота си. На 28 април няколко новинарски агенции съобщават за неговата смърт, която по-късно е опровергана в съобщения в социалната мрежа „Два пъти за 4 месеца ме убиват“. Вече на 30 април семейството на Райола публикува изявление, потвърждаващо, че той е умрял на 54 години.